# Singapores damlandslag i fotboll
Singapores damlandslag i fotboll representerar Singapore i fotboll på damsidan. Dess förbund är Football Association of Singapore (FAS).